# Waleed al-Shehri
Waleed Mohammed al-Shehri (arabisk: وليد الشهري, Walīd ash-Shehrī, også translittereret Alshehri) (20. december 1978 – 11. september 2001) var en af de fem mænd, der nævnes af FBI som flykaprere af American Airlines Flight 11 i terrorangrebet den 11. september 2001. Hans bror, Wail al-Shehri, var også flykaprer og om bord på American Airlines' flynummer 11. Waleed al-Shehri var fra 'Asir, en fattig provins i det sydvestlige Saudi-Arabien, der grænser til Yemen.